# Eskadry smrti

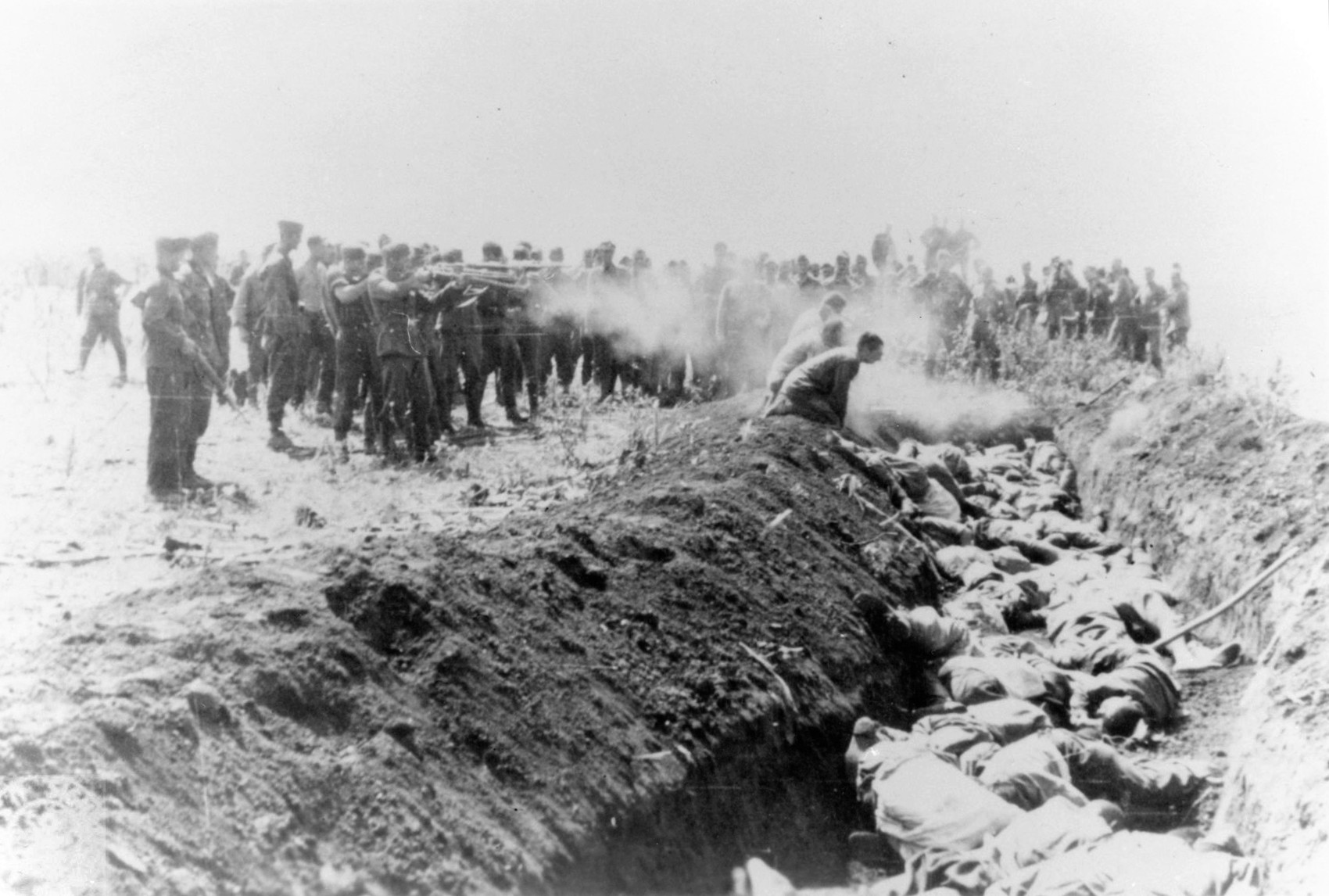
Hromadná poprava sovětských civilistů příslušníky Einsatzgruppen v roce 1941

Eskadry smrti (anglicky Death Squads) byly a jsou fenoménem, který se objevoval převážně v zemích Latinské Ameriky a Karibiku v průběhu studené války. Ve většině případů šlo o polovojenská komanda vykonávající teroristickou činnost a napojená na představitele jednotlivých vlád. Rovněž šlo obvykle o pravicově a antikomunisticky orientované skupiny, nejčastěji působící v době politické nestability jednotlivých vlád Jižní a Střední Ameriky a během občanských válek.
První eskadry smrti vznikly v Guatemale během puče proti legitimně zvolenému prezidentu Arbenzovi v 50. letech, na jejichž formování se významně podílela americká CIA.

## Eskadry smrti ve Střední Americe

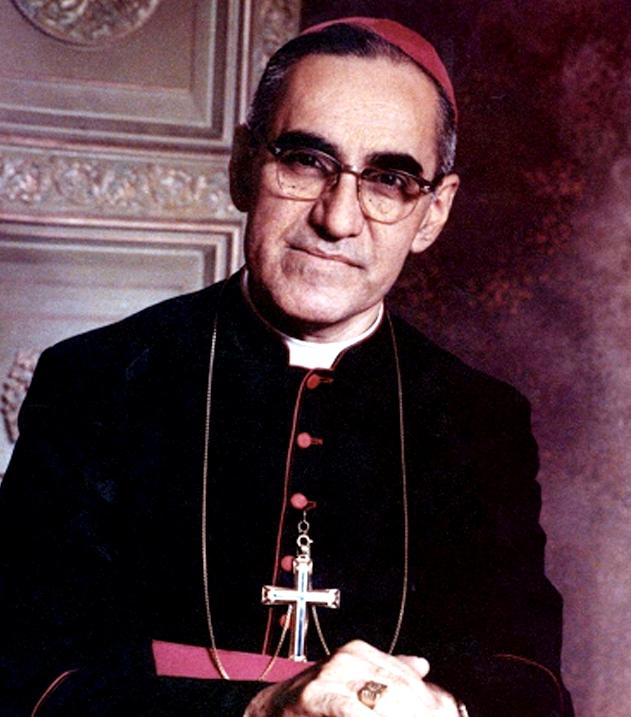
Mons. Óscar Romero zastřelený eskadrou smrti v roce 1980

V Nikaragui to byla Národní garda klanu Somozovců, která se po pádu režimu Somozovců stala součástí povstaleckých sil Contras bojujících proti nové levicové vládě Sandinovců.
V Salvadoru působily Brigády Maxmilliána Hernandéze, pojmenované podle pravicového vojenského diktátora z 1. poloviny 20. století. Počet obětí salvadorských eskader smrti jde do desítek tisíc. Při svém řádění jejich členové popravili i skupinu amerických řádových sester, které pomáhaly na humanitární misi místním obyvatelům. Rovněž zavraždili demokraticky orientovaného arcibiskupa Romera, který vyzýval vládu k odzbrojení eskader smrti. Velitel Brigád Maxmilliána Hernandéze, Robert D'Aubuisson, prohlásil pro noviny The Washington Post v srpnu 1981, že "je nutné zabít aspoň 200 tisíc, nebo i 300 tisíc Salvadorců, aby nastal mír." 11. prosince 1981, při protipartyzánské ofenzívě, jednotky salvadorské armády a eskadry smrti pozabíjely přes 800 obyvatel vesnice El Mozota.
V Guatemale bylo vyzbrojování eskader smrti zahájeno po povstání levicových guerill proti vojenské diktatuře. Eskadry smrti srovnaly celé vesnice se zemí.
V těchto zemích, hanlivě označovaných jako "banánové republiky", obvykle hrály eskadry smrti i pozici ochránců pozemků bohatých latifundistů a nadnárodních společností (United Fruit Company).

## Eskadry smrti v Jižní Americe
V Jižní Americe se eskadry smrti formovaly během vojenských diktatur, především diktatury generála Pinocheta v Chile a Jorge Videla v Argentině. Pinochet za své působení nebyl nikdy postaven před soud, Videla byl za státní převrat a únosy dětí odsouzen k doživotnímu vězení. V těchto státech obvykle spadaly eskadry smrti pod jednotlivé zpravodajské služby a státní bezpečnostní aparát.
V Argentině bylo režimem a eskadrami smrti postříleno 30 tisíc lidí, část z nich levicoví partyzáni, většinou ale šlo o demokratické a opoziční aktivisty, odboráře a demokratickou levici. K těmto eskadrám smrti patřili příslušníci Aliance argentinských antikomunistů, kteří byli vyzbrojováni vojenským režimem a likvidovali přívržence někdejší levicové peronistické vlády Isabely Perónové.
V Chile se eskadry smrti nazývaly "Karavana smrti" a působily krátce po svržení vlády levicového presidenta Salvadora Allendeho. V jejich celách bylo zavražděno minimálně 75 zatčených. Přestože v některých státech byla katolická církev nepřítelem eskader smrti (např. Salvador, Guatemala...), v Chile se její kněží účastnili aktivit "Karavany smrti". Roku 2007 byl katolický kněz Luis Jorquera, někdejší vojenský kaplan, obviněn z účasti v "Karavaně smrti". Svědci prohlásili, že Jorquera nechával exhumovat těla popravených odpůrců vlády a shazovat je z letadel do moře.

## Role USA
USA se formováním eskader smrti snažily zabránit nástupu komunismu k moci blízko svých hranic. Nicméně pro tento účel posvětili jakékoliv prostředky, tedy i podporu teroristickým eskadrám smrti. Tu dostávaly ve dvou formách. Výcvikem na Škole Amerik, vojensko-politickém středisku, kde bylo vyučováno kromě protipartyzánské taktiky a klasického výcviku i mučení a teror. Druhou formou byly dodávky zbraní, munice a vojenských poradců přímo do terénu. Bývalý důstojník salvadorské armády, plukovník Roberto Santivanez, prohlásil, že šéf tzv. Salvadorské finanční policie, Nicolas Carranza, organizátor eskader smrti, dostával ročně 90 000 dolarů od CIA. Jose R. C. Cubas vypověděl, že byl v roce 1986 jako student, zatčen jednotkami PRAL a ve vězení mučen důstojníkem armády Spojených států, který do jeho těla pouštěl elektrický proud.
Neblaze proslulým případem mučení ze strany eskader smrti a zapojení USA byl případ katolické sestry Dianny Ortizové, kterou příslušníci eskadry smrti v Guatemale údajně omylem zaměnili za podobně se jmenující povstaleckou velitelku, Veronicu Ortiz Hernandez. Byla zatčena a mučena příslušníky eskader smrti a důstojníkem americké zpravodajské služby CIA, 2. listopadu 1989. Vypověděla, že jí házeli do jámy, v níž byla mrtvá těla a umírající lidé a rovněž, že byla znásilňována policejním důstojníkem. Později rovněž vypověděla, že mezinárodní tlak a veřejný skandál jí pravděpodobně pomohly a že nejspíše nebyla zatčena omylem, protože už před zatčením dostávala výhrůžné dopisy kvůli své misijní činnosti.

## Metody
Kromě mučení eskadry smrti využívaly a neštítily se i mučit děti. Carlos A. G. Montanto, parašutista z vojenské letecké základny v Ilopango v Salvadoru, byl svědkem mučení 17letého chlapce a 13leté dívky, kterému přihlíželi vojenští poradci ze Zelených baretů.
Taktikou strachu skrze vypalování vesnic a cílené vraždy se eskadry smrti snažily ukončit podporu obyvatelstva pro levicové guerilly.

## Eskadry smrti po Studené válce
Existence eskader smrti ztratila svůj význam po zhroucení Východního bloku a pádu marxistické vlády v Nikaragui. Roku 1996 rovněž skončila občanská válka v Guatemale a i tam byly eskadry smrti odzbrojeny. Dodnes přetrvávají například v Kolumbii, kde působí v rámci Kolumbijské občanské války v boji proti levicovým povstalcům z FARC-EP a ELN.
Po vlně nástupu levicových vlád v Latinské Americe (Venezuela, Bolívie, Ekvádor, Nikaragua, Argentina...) ukončila většina těchto států výcvik svých důstojníků ve Škole Amerik (dnes Institut západní polokoule pro spolupráci v otázkách bezpečnosti). Podle zprávy Human Rights Watch stále působí eskadry smrti i ve Venezuele, v rámci venezuelské zpravodajské služby, a často provádí mimosoudní popravy členů drogových gangů nebo kriminálníků.
Někteří organizátoři eskader smrti stanuli před soudem. Výše zmíněný Jorge Videla, ale také guatemalský vojenský diktátor Efraín Ríos Montt, který byl 10. května 2013 shledán vinným ze zločinů proti lidskosti a odsouzen k 80 letům vězení. Podle soudu došlo pod vedením Monttových eskader smrti k vyvraždění 5,5% domorodého obyvatelstva Guatemaly.